# La Riba (la Vall de Bianya)
La Riba és una antiga masia reconvertida com a xalet al nucli de l'Hostalnou de Bianya (Garrotxa) inclosa a l'Inventari del Patrimoni Arquitectònic de Catalunya.

## Arquitectura
La Riba és un gran casal de planta rectangular i teulat a dues aigües amb els vessants vers les façanes principals més una àmplia galeria amb les típiques arcades que li donen relleu i caràcter a la façana principal.
Al costat esquerre de la façana principal hi ha una fornícula lateral amb teulat a dues aigües que acull la imatge de la verge amb el seu fill. És de pedra i va ser tallada per l'escultor A. Collellmir. La figura té una forma corbada provocada pel caient del mantell i la flexió del genoll. La cara, sense gaire expressió, és la part que va rebre més després del pas dels iconoclastes de l'any 1936, moment en què es va esmicolar la figura i es va abocar a una de les feixes del mas.
Esgrafiat a la façana, dissenyat per Rafael Masó, hi ha un rellotge de sol. A la part central l'agulla assenyala les hores assolellades i el mes de l'any. A cada costat, un gerro amb flors tanca el conjunt. Porta la inscripció: "Conto només que les hores serenes. Lloat sia nostre Deu. Riba".
Hi ha algunes llindes. A la porta d'entrada hi diu "EUSEBIO BURCH / 1884", amb les dates "1906-1909-1910". A les finestres de cada costat de la porta hi diu "PER ESTAS OFICINAS REDIFI CAREN CASA SANTA", a l'esquerra, i "PERE Y MADALENA RIBAS LO ANY MDCCLX", a la dreta.
Hi ha esgrafiats que emmarquen gairebé totes les portes i finestres de les quatre façanes. Hi ha els emblemes de Jesús, Maria i Josep, així com les al·legories a "Riba", el nom de la casa. Alguns tenen elements florals o vegetals i gerros.

## Història
La nissaga de la família Riba es remunta a època medieval, tot i que no és fins al segle xvi quan el nom, unit a l'explotació de la finca, apareix prolíficament en documents de diversa índole. A la segona meitat del segle xviii fou quan, per matrimoni, es va produir la connexió dels cognoms Burch i Riba, a través dels quals descendents s'engrandí i consolidà la que vindria a ser, a la darreria del segle xix i principis del XX, una de les majors concentracions de finques de la comarca.
La pairalia de la Riba va ser durant molt temps la llar familiar de la nissaga els Burch, procedents de terres vigatanes. El casal consta ja edificat abans del segle xviii i les grans reformes del casal es varen efectuar a principis del segle XX (1901) de la mà de l'arquitecte Rafael Masó, que, construint el cos de galeries amb baixos, dos pisos i golfes afegits a la façana sud, va amagar el gran casalot d'estil eclèctic donant-li una nova imatge al conjunt. Els elements de pedra de la façana els va realitzar el picapedrer Xirgu Caselles i els de ceràmica, baranes amb balustres dissenyats per Rafael Masó i Valentí expressament per aquesta obra, pel ceramista Antoni Serra.
L'any 1965 l'empresa Laboratorios Sobrino va adquirir la casa i els terrenys que l'envolten; un nou projecte fet per Francesc Vayreda i Bofill va adaptar l'edifici a les funcions industrials. Va conservar les façanes amb transformacions i va eliminar la pèrgola del cos central per construir un nou accés amb escales. L'estucat i els esgrafiats que va dissenyar Rafael Masó de la façana han estat pintats perdent el seu color i la seva textura.